# آرثر سمرفيلد
آرثر سمرفيلد (بالإنجليزية: Arthur Summerfield)‏ (و. 1899 – 1972 م) هو سياسي أمريكي، ولد في بينكونينغ، كان عضوًا في الحزب الجمهوري، توفي في ويست بالم بيتش، عن عمر يناهز 73 عاماً.

## روابط خارجية
- آرثر سمرفيلد على موقع مونزينجر (الألمانية)